# Arjan Stroetinga
Arjan Stroetinga, né le 16 juin 1981, est un patineur de vitesse néerlandais.

## Palmarès
- Coupe du monde
  - Vainqueur du classement de la mass-start en 2013.